# Solena delavayi
Solena delavayi là một loài thực vật có hoa trong họ Cucurbitaceae. Loài này được (Cogn.) C.Y. Wu miêu tả khoa học đầu tiên năm 1984.